# دارزین ۲
دارزین ۲ یک روستا در ایران است که در شهرستان بم واقع شده‌است. دارزین ۲، ۳۱۷ نفر جمعیت دارد.